# Шостакович, Болеслав Сергеевич
Болеслав Сергеевич Шостакович (1945–2015) – ученый-историк, полонист, доктор исторических наук, профессор кафедры мировой истории и международных отношений Иркутского государственного университета. Является одним из зачинателей исследований истории российско-польских отношений в Сибири XVIII–XX веков. Автор многочисленных трудов по истории стран Центральной Европы, Сибири, международным отношениям, историографии, также исследователь проблем истории поляков в Сибири в XVIII-XX вв. Внес значительный вклад в изучение польской ссылки в Сибирь.

## Биография
Родился Болеслав Сергеевич 3 февраля 1945 года в Иркутске. В 1966 году окончил историческое отделение историко-филологического факультета ИГУ и аспирантуру при кафедре всеобщей истории ИГУ. С 1970 года являлся ассистентом, старшим преподавателем и доцентом кафедры всеобщей истории ИГУ. В 1973 году защитил кандидатскую диссертацию «Поляки в Сибири в 1870-1890-е гг. (Из истории русско-польских отношений в XIX в.)». В 1997 году в совете Института славяноведения Российской академии наук защитил докторскую диссертацию «Узловые вопросы истории поляков в Сибири (конец XVIII – конец XIX вв)». С 1998 года являлся профессором. Автор свыше 230 научных публикаций по истории поляков в Сибири, истории сибирской ссылки, русско-польских отношений и другие. Член диссертационных советов по историческим наукам в Якутском и Иркутском государственных университетах. Председатель научной комиссии Конгресса поляков в России. 

## Награды
- Кавалер ордена Заслуг перед Республикой Польша (31 июля 2013 года, Польша)[1]
- Золотой Крест Заслуги (1997 год, Польша)
- Заслуженный деятель польской культуры[2][3][4].

## Основные труды
- Музей «Поляки в Сибири» // Вост.-Сиб. Правда – 1967. – 19 нояб. – С.4. – Соавт. С. В. Шостакович.
- Критика буржуазной историографии по проблеме исторической закономерности // Великий Октябрь и Восточная Сибирь: (материалы юбилейной научной теоретической конференции в Иркутске 15-17 июня 1967 г.) / под общей редакцией проф. Л. А. Петрова . – Иркутск, 1968. – С. 378-386.
- Сибирские страницы «Пролетариата» // Вост.-Сиб. Правда. - 1972. – 13 окт. – С.4.
- Политические ссыльные поляки и декабристы в Сибири. // Ссыльные революционеры в Сибири (XIX в. – февр. 1917 г.). – Иркутск, 1973. – Вып.1 – С. 243-292.
- Поляки – политические ссыльные конца 70-х – начала 90-х годов XIX века в Сибири // Там же. С. 52-124.
- Поляки в Сибири в 1870-1890-е годы: (из истории русско-польских отношений в XIX веке): автореф. дис. …канд. ист. Наук. – Иркутск, 1974 – 43с. – (Иркутский государственный университет).
- Сибирские годы Юзефата Огрызко // Ссыльные революционеры в Сибири (XIX в. – февр. 1917 г.). – Иркутск, 1974. – Вып.2 – С. 11-53.
- «Дача лунного короля» // Вост.-Сиб. Правда – 1975. – 30 сент. – С. 4.
- «Висла» на берегах Ангары // Иркут. ун-т. – 1977. – 29 июня. – С.4.
- Рецензия // Украін. ист. журн. – 1977. - №4 – С. 150-152. – Соавт. П. М. Калениченко, Ю. И. Макар. Рец. на кн.: Очерки революционных связей народов России и Польши, 1815-1917 гг. – М.: Наука, 1976. – 602 с.
- “Letnisko ksiezycowgo krola” // Czerwony Sztandar (Ibid.) – 1977. – 8 maja. – S. 3. Неизвестные ранее данные о пребывании в Иркутске в 1880-е-1890-е гг. польского политссыльного Ю. Огрызко и отражение их в местном топониме – «Дача Лунного короля».
- Wiekowe tradycie braterstwa // Czerwony Sztandar. – Wilnius. – 1977. – 15 maja. – S.3. – Соавт. P. Kaleniczenko, J. Makar.
- Революционер-шестидесятник Болеслав Шостакович в сибирской ссылке (по сохранившимся отрывкам его воспоминаний и другим неопубликованным материалам) // Ссылка и общественно-политическая жизнь в Сибири (XVIII-начало XX в.). – Новосибирск, 1978. – С. 175-204.
- Sladami Migurskich – bohaterow opowiadania “Za co?” // Czerwony Sztandar – Wilnius, 1978. – 8 wrzes. – S.4. О реальной судьбе прототипов персонажей рассказа Льва Толстого «За что?» - семьи ссыльного польского патриота Мигурского.
- Warszawcy czionkowie Stowarzysenia Ludu Polskiego we Wschondnej Syberii (na podstawe materialow Archiwum Panstwowego w Irkucku) // Stowarzyszenie Ludu Polskiego w Krolewstwie Polskim. Gustaw Ehrenberg i “swetokrzyczy”. – Wroclaw; Warszawa; Krakow; Gdansk, 1978. – S. 148-158. Очерк истории пребывания в ссылке в Восточной Сибири членов варшавской группы организации «Содружество польского народа» («свентокжижцы») по неопубликованным документам Гос. Архива Иркутской обрасти.
- История дерзкого побега: к 150-летию со дня рождения Л. Н. Толстого // Вост.-Сиб. Правда – 1978. – 8 сент. – С. 3.
- К истории польской политической ссылки в Сибирь в 1890-е годы // Ссыльные революционеры в Сибири (XIX в – февр. 1917 г.). – Иркутск, 1979. – Вып. 3. – С. 38-55.
- О дружественных связях декабристов с политическими ссыльными поляками в Сибири // Ссыльные революционеры в Сибири (XIX в – февр. 1917 г.). – Иркутск, 1979. – Вып. 4. – С. 31-41.
- От «Вислы» до Вислы // Вост.-Сиб. Правда. – 1979. – 22 июля. – С. 3.
- Пётр Высоцкий на сибирской каторге (1836-1856) // Ссыльные революционеры в Сибири (XIX в. – февр. 1917 г.). - Иркутск, 1979. – Вып. 4. – С. 3-30. – Соавт.: В. А. Дьяков, Д. Б. Кацнельсон.
- Письмо друга. // Сов. молодёжь. -1980. – 22 июля. – С. 3. – Соавт.: А. Н. Гранина.
- Поиски родословной // Неман. – 1980. - №2. – С. 169-173. – В соавт. Б. С. Клейн.
- Ссыльные участники экспедиции Юзефа Заливского в Восточной Сибири: (по материалам Гос. Архива Иркут. обл.) // Ссыльные революционеры в Сибири (XIX в. – февр. 1917 г.). – Иркутск, 1980. – Вып. 5 – С. 20-51.
- Джордж Кеннан против царизма // Вост.-Сиб. Правда. – 1981. – 15 окт. – С. 3. Рец. на кн. Меламед Е. И. Джордж Кеннан против царизма: «Сибирь и ссылка» Дж. Кеннана. – М.: Книга, 1981 – 127 с.
- Письмо из Чешина // Вост.-Сиб. Правда. – 1981. – 23 июля. – С.4.
- Пребывание поляков в Сибири – составная часть русско-польских отношений в XIX – начале XX вв.: (состояние и задачи исследования) // Сибирь в прошлом, настоящем и будущем: тезисы доклада и сообщения Всесоюзной научной конференции (13-15 окт. 1981 г.). – Новосибирск, 1981. – Вып. 1: Сибирь в эпоху феодализма и капитализма. – С. 107-110.
- Materialy o polskich zeslancach – uczestnikaw spiskow pierwszej polowy lat czterdziestych XIX wieku w archiwach Syberii Wschodnej // Rewolycyjna konspiracja w Krolewstwe Polskim w latach 1840-1845. Edward Dembowski. – Wroclaw; Warszawa; Krakow; Gdansk, 1981. – S. 143-156. Обзор документов в архивах Восточной Сибири по истории пребывания в ссылке в регионе революц. конспираторов 1840-х гг., выходцев из Королевства Польского.
- «Висла» в Иркутске // Вост.-Сиб. Правда. – 1982. – 30 марта. – С.4.
- Материалы восточносибирских архивов о ссыльных участниках организации Петра Сцегенного и связанных с ней польских конспиративных групп первой половины XIX века // Ссыльные революционеры в Сибири (XIX в. – февр. 1917 г.). –Иркутск, 1982. – Вып. 7. – С. 21-37.
- О некоторых насущных проблемах университетского преподавания курса «История южных и западных славян» // Узловые вопросы советского славяноведения: тезисы, доклады и сообщения IX Всесоюзной научной конференции историков-славистов. – Ужгород, 1982. – С. 369-370.
- “George Kennan przeciwko caratowi” // Czerwony Standar. – Wilnius, 1982. – 10 stycz. – S. 3. Рец. на кн. Меламед Е. И. Джордж Кеннан против царизма: «Сибирь и ссылка» Дж. Кеннана. – М.: Книга, 1981 – 127 с.
- Материалы Государственного Архива Иркутской области о пребывании в ссылке в Восточной Сибири участников польского освободительного движения первой половины XIX века // Актуальные проблемы истории Восточной Сибири: тезисы, доклады региональной конференции 15-17 ноября 1983 года. – Иркутск, 1983. – С. 5-6.
- Материалы Государственного Архива Иркутской области о пребывании в восточносибирской ссылке свентокжижцев – участников Варшавской организации «Содружество польского народа» // // Ссыльные революционеры в Сибири (XIX в. – февр. 1917 г.). – Иркутск, 1983. – Вып. 8 – С. 61-69.

## Сочинения
- История поляков в Сибири (XVII – XIX вв.). Иркутск, 1995;
- Polskie ruchy spoLeczno-polityczne i iycie literackie 1832-1855. Studia i materialy (Wyd-wo PAN. – Wroclaw etc., 1978, 1981, 1984);
- Polski ruch wyzwolecczy i polsko-rosyjskie wikzi spoleczno-kulturalne w XIX wieku (Wyd-wo PAN. Wroclawetc, 1994).